# Tidsånden
Tidsånden (oversættelseslån fra tysk Zeitgeist, af Zeit ’tid’ og Geist ’ånd’) er et udtryk for en tidsperiodes intellektuelle og kulturelle klima. Med udtrykket påstås det således, at der er en identificérbar tendens eller trend i perioden.
Det tyske ord Zeitgeist er blevet indlånt i mange sprog, enten direkte eller oversat.
| Samfund | Spire Denne samfundsartikel er en spire som bør udbygges. Du er velkommen til at hjælpe Wikipedia ved at udvide den. |